# Borz-barlang
A Borz-barlang az Aggteleki Nemzeti Park területén található egyik barlang. Az Aggteleki-karszt és a Szlovák-karszt többi barlangjával együtt 1995 óta a világörökség része a barlang.

## Leírás
Szögliget központjától északra, körülbelül három kilométerre, a Lakatos-forrástól (Borz-forrástól) északkeletre, 72 méterre, az Országos Kéktúra kék sáv jelzéssel jelölt útvonala mellett van másfél méter magas természetes bejárata. Néhány turistatérkép jelöli a barlang helyét barlangjellel és nevének feltüntetésével. Felső triász hallstatti mészkőben jött létre.
A 32 méter vízszintes kiterjedésű barlang régészeti átkutatása eredményes lehet. Sok benne a csont és állati ürülék. Ezek arra utalnak, hogy ragadozó élt, vagy él benne. Régi térképein a végponttól továbbvezető kúszójárat látható, amely jelenleg nem járható. Ennek végében egy törmelékkel lezárt végű vízvezető járatba lehetett lejutni egy szűkületen lemászva a barlangot régen ismerők szerint. A nem lezárt barlang barlangjáró alapfelszereléssel és engedéllyel látogatható.
A barlang feltárásakor a barlangban talált borztetem miatt lett Borz-barlang. A helyiek szerint a barlang bejáratánál a cigányok borzot füstöltek régen és lehet, hogy még akkor pusztult el. Előfordul a barlang az irodalmában Borz-lyuk (Dénes 1963), Borzlyuk (Balázs 1957) és Borzlyuk-barlang (Bertalan 1976) neveken is. 1957-ben volt először Borz-barlangnak nevezve a barlang az irodalmában.

## Kutatástörténet
A barlangot 1957. augusztusban Gyülvészi Barnabás és Ort János tárták fel egy eltömődött lyuk kibontásával 28 m hosszúságig. Ebben az évben Balázs Dénes és Bató Tibor felmérték a barlangot, majd a felmérés alapján meg lett szerkesztve a barlang térképe. A térképen 1:100 méretarányban van bemutatva a barlang. 1959-ben a Vörös Meteor SK Barlangkutató Csoportja bontómunkát végzett a barlangban. Az 1963-ban készített, egy 1963. augusztusi bejáráson alapuló szpeleográfiai terepjelentésbe Dénes György azt írta, hogy a Borz-barlang valószínűleg a Bába-forrás régi inaktív forrásbarlangja, amelyen keresztül egykor a bába-völgyi víznyelők vizei kerültek a felszínre. A kézirat szerint 50 méter hosszú. A méretadatba minden bizonnyal beleszámította a barlanggal lehet, hogy járhatóan összefüggő másik, nem messze lévő bontási helyen feltárt barlang hosszát. A valóságban nem lett összekötve a két barlang.
1968-ban a Vörös Meteor Barlangkutató Szakbizottság bővítette a barlang bejárati részét. 1971-ben a Tektonik Barlangkutató Csoport tágította a barlangot. Valószínűleg 1973-ban a Tektonik Barlangkutató Csoport tagjai (Csernavölgyi László és Molnár András) felmérték a barlangot, majd Molnár András a felmérés alapján megszerkesztette a barlang alaprajz térképét és 5 keresztmetszet térképét. Az 1975-ben megjelent, Jakucs László által szerkesztett útikalauzban az olvasható, hogy a barlang 50 m hosszú és a feltárók szerint a Bába-völgyi-barlangrendszer régi, már inaktív forrásbarlangja. A könyvben publikálva lett egy fénykép, amelyen a barlang bejárata figyelhető meg. Az 1976. évi MKBT Beszámoló szerint kb. 20 m hosszúságig járható a Borz-barlang, amelyet két irányban lehet kibontani.
A Bertalan Károly által írt, 1976-ban befejezett kéziratban lévő 75. számú cédulán szó van arról, hogy a Szögligeten, az Alsó-hegyen elhelyezkedő Borz-barlang másik neve Borzlyuk-barlang. A Szádvárhoz vezető turistaút mellett lévő tisztás szélén, 299 m tszf. magasságban van a barlang bejárata. A barlang 28 (50?) m hosszú és hordalékkal van kitöltve. A kézirat barlangot ismertető része 2 irodalmi mű alapján készült. Az 1977-ben írt, egy 1972. februári bejáráson alapuló szpeleográfiai terepjelentés szerint a Bába-völgyi 1. sz. víznyelővel van a Borz-barlangnak hidrológiai kapcsolata. A Borz-barlang alaprajzi hossza 41 m, hossza a valóságban 41 m, vízszintes kiterjedése 20 m és függőleges kiterjedése 2,3 m. 1978 őszén a Vass Imre Barlangkutató Csoport tagjai a barlang kitöltéséből kis mennyiségű üledékmintát gyűjtöttek, amelyet őslénytani szempontból Rácz József vizsgált meg. A minta ősmaradványmentes volt.
A Magyar Karszt- és Barlangkutató Társulat 1982-es Országos Vándorgyűlésén az egyik túracélpont volt. Az 1984-ben kiadott, Magyarország barlangjai című könyv országos barlanglistájában szerepel az Aggteleki-karszton lévő barlang Borz-barlang néven Borzlyuk-barlang névváltozattal. A listához kapcsolódóan látható az Aggteleki-karszt és a Bükk hegység barlangjainak földrajzi elhelyezkedését bemutató 1:500 000-es méretarányú térképen a barlang földrajzi elhelyezkedése. (A KvVM Barlang- és Földtani Osztályon van a barlangnak egy alaprajz térképe és 5 keresztmetszet térképe, amelyeknek sem készítési ideje, sem készítője nincs feltüntetve a térképlapon. 1993-ban, vagy később készült. Az alaprajz térképen látható az 5 keresztmetszet elhelyezkedése a barlangban.)
A barlang 1995 óta az Aggteleki-karszt és a Szlovák-karszt többi barlangjával együtt a világörökség része. A Nyerges Attila által 1997-ben készített szakdolgozatban meg van említve a Borz-barlang az Alsó-hegy magyarországi részének árvízi barlangjai és forrásbarlangjai között. 2008. október 15-én Frigy Bea, Németh Tamás, Povázsai Zoltán és Tóth Éva felmérték a barlangot, majd a felmérés alapján elkészült a barlang alaprajz térképe és 3 keresztmetszet térképe.
Az Alsó-hegy karsztjelenségeiről szóló, 2019-ben kiadott könyvben az olvasható, hogy a Borz-barlang 41 m hosszú és 2 m mély. A barlang azonosító számai: Szlovákiában 052, Magyarországon 5451/20. A könyvben publikálva lett a barlang ismeretlen évben készült alaprajz térképe és ismeretlen évben készült 5 keresztmetszet térképe. Az alaprajz térképen látható az 5 keresztmetszet elhelyezkedése a barlangban. A barlangot ismeretlen időpontban Csernavölgyi László és Molnár András mérték fel, majd ismeretlen időpontban Molnár András a felmérés alapján megrajzolta a barlang térképeit. A térképeket 2016-ban Luděk Vlk digitalizálta. A kiadványhoz mellékelve lett az Alsó-hegy részletes térképe. A térképet Luděk Vlk, Mojmír Záviška, Ctirad Piskač, Jiřina Novotná, Miloš Novotný és Martin Mandel készítették. A térképen, amelyen fekete ponttal vannak jelölve a barlangok és a zsombolyok, látható a Borz-barlang (5451/20, 052) földrajzi elhelyezkedése.

## További irodalom
- Szentes György: A Bódvaszilas környéki karsztterület genetikai kérdései. Karszt és Barlang, 1964. 1. félév. 23. old.